# غندكة
غندكة هي قرية في مقاطعة سردشت، إيران. يقدر عدد سكانها بـ 33 نسمة بحسب إحصاء 2016.